# Михайлов, Стас
Станисла́в Влади́мирович (Стас) Миха́йлов (род. 27 апреля 1969, Сочи, Краснодарский край, СССР) — российский эстрадный певец, автор песен, продюсер; народный артист Российской Федерации (2022). Лауреат премий «Шансон года» («Радио Шансон»), «Золотой граммофон» («Русское радио») и фестиваля «Песня года».

## Биография
Родился 27 апреля 1969 года в городе Сочи, Краснодарский край в семье лётчика и медсестры. По отцовской линии у Стаса азербайджанские корни. По рассказам Михайлова, в музыкальной школе он не проучился и двух недель, а первые гитарные аккорды ему показал старший брат — тоже лётчик. 7 месяцев будущий певец проучился в Минском лётном училище, но бросил его и был призван на воинскую службу в Ростов-на-Дону водителем при штабе ВВС Северо-Кавказского военного округа. Демобилизовавшись, Стас какое-то время учится в Тамбовском институте культуры, но, не закончив его, возвращается в родной Сочи, где начинает работать — был коммерсантом (занимался, по своим словам, видеопрокатом и автоматами, выпекающими булочки), трудился при студии звукозаписи, выступал в сочинских ресторанах.
В 1992 году Стас Михайлов едет в Москву, где безуспешно занимается развозом видеокассет. В 1992 году написал первую известную[уточнить] песню — «Свеча». В 1996 после нескольких лет работы в театрах отправился в Санкт-Петербург, поскольку хотел завершить свой дебютный альбом — «Свеча», вышедший уже в 1997 году, но, по свидетельству Михайлова, не принёсший ожидаемого дохода. В связи с этой неудачей певец с семьёй вернулся в Сочи, окончательно перебравшись в Москву лишь к началу 2000-х. Вскоре на радио прозвучала песня Стаса Михайлова «Без тебя», в дальнейшем вошедшая в первый успешный и третий по счёту в карьере релиз артиста — альбом 2004 года «Позывные на любовь», тогда как вышедший в 2002 второй альбом «Посвящение» не обрёл широкой популярности. В 2004 Михайлов записывает свой второй[какой?] клип, а в следующем году появляется на «Радио Шансон».
В марте 2006 года Михайлов с успехом выступает в БКЗ «Октябрьский».
В конце года выходит альбом «Берега мечты», снимается клип на одноимённую песню, и проходит первый сольный концерт в Москве в концертном зале гостиницы «Космос».
В 2007 году выходит сборник песен певца «Всё для тебя» и очередной альбом «Небеса», с презентацией которого в апреле 2008 года Стас Михайлов впервые выступает на сцене Государственного Кремлёвского дворца. Снимается видеоклип на песню «Ты!».
В 2008 году выходит второй сборник песен Стаса Михайлова «Нежданная любовь», и в декабре — альбом «Жизнь-река», с презентацией которого артист собирает пять концертов в БКЗ «Октябрьский». Снимается видеоклип на песню «Странник». Для альбома «Жизнь-река», совместно с певицей Зарой, Михайлов записывает дуэт «Летим».
В 2009 году Стас Михайлов получает две награды — Радио Шансон называет его «Артистом года», а за песню «Между небом и землей», на которую был снят клип, ему вручается Национальная премия «Золотой граммофон». С этой же песней Михайлов впервые выступил на ежегодном телевизионном фестивале «Песня года».
В 2010 году выходит альбом «Живой», который представляется в трёх концертах на сцене Государственного Кремлёвского дворца, и сборник «Лучшие песни на БИС». С песней «Отпусти» 4 декабря его дуэт с Таисией Повалий становится лауреатом премии «Золотой граммофон». По опросу ВЦИОМ в номинации «Певец года» Стас Михайлов занял третье место, уступив только Филиппу Киркорову и Николаю Баскову. В 2010 продажи альбомов Стаса Михайлова достигли рекордных показателей за год.
29 декабря Стасу Михайлову указом Президента РФ Д. А. Медведева было присвоено почётное звание «Заслуженный артист Российской Федерации», однако на церемонию награждения его пригласили лишь в начале 2013 года.
В 2011 году артист тремя концертами (31 марта, 2 и 4 апреля) в Государственном Кремлёвском дворце представил новую программу «Только ты», а 21 июня компания «Квадро-Диск» выпустила одноимённый альбом.
25 июля 2011 года журнал «Forbes» опубликовал рейтинг «50 главных российских знаменитостей», в котором Стас Михайлов сместил с первого места теннисистку Марию Шарапову, неизменно занимавшую первую строчку в списке российских звёзд на протяжении шести лет. Певец попал в рейтинг журнала «Forbes» впервые.
В сентябре Стас Михайлов был включён в Общественный совет при ГУ МВД.
В декабре 2011 года в Государственном Кремлёвском дворце и БКЗ «Октябрьский» певцом представлена акустическая программа «Я открою своё сердце» в сопровождении симфонического оркестра.
6 февраля 2012 года был официально зарегистрирован как доверенное лицо кандидата в Президенты РФ и действующего премьер-министра Владимира Путина.
26 марта 2013 года Михайлов выпустил альбом «Джокер», в 2014 году — альбом «1000 шагов».
В апреле 2013 года во время музыкальной церемонии «Шансон года-2013» Стас Михайлов так отвечал на вопрос корреспондента газеты «Аргументы и факты» о причинах популярности шансона как жанра: «…Люди нашей страны выбирают сегодня тех артистов, которые затрагивают своим творчеством струны человеческой души. Шансон аккумулирует вокруг себя самое лучшее, что есть сегодня на нашей эстраде. Тем „Шансон года“ и ценен: он всегда представляет тех, кто живёт, чтобы петь. И поёт, чтобы жить…».
В 2016 году Михайлов принял участие в фестивале «Жара» и исполнил 4 песни: «Если завтра, будет солнце», «Там», «Я столько не выпью», «Сказать, что ты — всё». В том же году он участвовал в церемонии вручения премии «Звёзды Дорожного радио», где исполнил песни «Я столько не выпью», «Ты всё», «Там, за горизонтом», «Поделим» (с Зарой). Выступая в ледовом дворце, Стас Михайлов представил программу «Народный Корпоратив — 2», а на своём концерте в Санкт-Петербурге представил 3 новых клипа («Ты всё», «Там, за горизонтом», «Белая река») и исполнил 4 новые песни.
В начале 2016 года, Стас Михайлов презентует дуэтный трек и видео с рэпером Джиганом — «Любовь-наркоз», который сразу занял лидирующие места в хит-парадах. На трек был снят клип, презентация которого состоялась 23 февраля в столичном клубе.
27 апреля 2017 года, в БКЗ «Октябрьский» состоялась презентация дуэтного трека Стаса Михайлова с певицей Еленой Север — «Не зови, не слышу». Также в апреле был записан дуэт с российским артистом, композитором и киноактёром Александром Коганом — «Дай нам Бог».
В ходе президентских выборов 2018 года был доверенным лицом президента РФ Владимира Путина.

### Семья
- Отец — Владимир Михайлов, лётчик.
- Мать — Людмила Михайлова.
  - Старший брат — Валерий Владимирович Михайлов, лётчик, погиб. Похоронен в Адлере.
  - Жена — Инна Михайлова (род. 9 мая 1973, Кировоград, Украина), в девичестве Пономарёва, бывшая жена Андрея Канчельскиса; Стас познакомился с ней в 2006 году[26]; свадьба состоялась 12 августа 2011 года.

В семье Михайловых шестеро детей:
- двое детей Стаса от прошлых браков — сын Никита (2001) и дочь Дарья (2005);
- двое детей Инны от прошлого брака — сын Андрей (1993) и дочь Ева (1999);
- общие дочери Инны и Стаса — Иванна (2009) и Мария (2012)[27][28].

## Общественная позиция, санкции
В 2022 году поддержал вторжение России на Украину, заявив что «Россия никогда не вела войну с Украиной», аргументировал поддержку нарративом российской пропаганды о «освобождении» Украины.
В марте 2022 года Латвия запретила Михайлову въезд в страну в связи с поддержкой нападения России на Украину.
Осенью 2022 года, в числе других провластных звёзд российской эстрады поддерживающих российскую агрессию против Украины, принял участие в записи песни и пропагандистского клипа Встанем.
19 октября 2022 года внесён в санкционные списки Украины против лиц «которые публично призывают к агрессивной войне, оправдывают и признают законной вооруженную агрессию РФ против Украины, временную оккупацию территории Украины». Санкции предполагают блокировку активов, полное прекращение коммерческих операций, остановку выполнения экономических и финансовых обязательств.
В ходе выборов в Гагаузии 2023 года вместе с Николаем Басковым и Филиппом Киркоровым опубликовали клип с маркой «Шор», в котором исполнили гимн Гагаузии на русском языке.
В 2024 году являлся доверенным лицом кандидата в президенты России Владимира Путина.
30 мая 2024 года получив из рук Владимира Путина Орден Дружбы, заявил что «вся власть от бога», «с нами Бог», и что Россия одержит победу в СВО.

## Отзывы о творчестве

### Положительные
Иосиф Пригожин считает успех Михайлова ярким примером «того, как выбор слушателей порой отличается от того, что им навязывают радио и телевидение». «Оказалось, что на шансон есть спрос. Исполнители в этом стиле заняли неформатную нишу, которая раньше принадлежала рок-музыкантам. Тексты их песен понятны, при этом хиты не слеплены по отработанной в поп-музыке схеме», — сказал Пригожин.
Сергей Соседов считает, что эстрадный певец Стас Михайлов «обратился к человеку в зале, к зрителю. Главным образом, конечно, к женщине. К её душе, к её сердцу». По мнению Соседова, «Стас Михайлов — абсолютно профессиональный артист. Он работает очень здорово, его концерты драматургичны, они выстроены. На него приятно смотреть, у него хороший голос. Он прекрасно общается с публикой, умеет принять цветы. Он умеет кланяться, что тоже на нашей эстраде редкий случай. У Клавдии Шульженко была октавка диапазон, у Бернеса вообще голоса не было. Но попробуйте дотянуться до этих артистов — те, кто сегодня голосят на три-четыре октавы».

### Отрицательные
Евгений Гришковец в одном из интервью сказал: «Людей, которым нравятся Лепс и Ваенга (которых часто сравнивают с Михайловым), я ещё могу понять. В них даже есть какая-то искренность. Елена Ваенга, на мой взгляд, вполне искренне заблуждается в том, что пишет стихи. В Григории Лепсе есть какая-то лихость, драйв, кабацкое отчаяние, которого людям, любящим этого артиста, не хватает в повседневной жизни. Но Стас Михайлов — это, по моему мнению, просто плохая музыка, отвратительно аранжированная и исполненная мерзким голосом. Пошлость, возведённая в невероятную степень. И главная проблема в том, что людям не стыдно это слушать и этому нет никакого противостояния, кроме мелких и мелочных шуток в „КВН“ и „Камеди Клаб“. Ясно, что аудитория Михайлова — в основном одинокие, несчастные женщины. Они несут свои, по сути, сиротские деньги ему. А он живёт на них в своём сусальном золоте, изображая из себя пошлейшую пародию на Элвиса Пресли. Если времена Брежнева называли „эпохой Аллы Пугачёвой“, то нынешние времена — эпоха Стаса Михайлова. И это чудовищно!»
По мнению Артемия Троицкого, Стас Михайлов — артист «в высшей степени заурядный», обеспечивающий себе свой «бешеный успех» за счёт апелляции исключительно к одиноким женщинам бальзаковского возраста.

## Дискография

### Номерные альбомы
- 1997 — «Свеча»
- 2002 — «Посвящение»
- 2004 — «Позывные на любовь»
- 2005 — «К тебе иду»
- 2006 — «Берега мечты»
- 2007 — «Небеса»
- 2008 — «Жизнь-река»
- 2010 — «Живой»
- 2011 — «Только ты»
- 2013 — «Джокер»
- 2014 — «1000 шагов»
- 2017 — «Ты — всё»
- 2020 — «Шестое чувство»

### Концертные альбомы
- 2011 — «Только ты… Кремль Live»
- 2012 — «Я открою своё сердце»

### Сборники
- 2007 — «Всё для тебя»
- 2008 — «Нежданная любовь»
- 2010 — «Лучшие песни на бис»

### Видеоклипы
| Год  | Песня                                            |
| ---- | ------------------------------------------------ |
| 1997 | «Тёмные глаза»                                   |
| 2004 | «Половинка»                                      |
| 2006 | «Берега мечты»                                   |
| 2007 | «Ты»                                             |
| 2008 | «Странник»                                       |
| 2009 | «Между небом и землёй»                           |
| 2010 | «Отпусти» (с Таисией Повалий)                    |
| 2011 | «Женщина ВАМП»                                   |
| 2011 | «Спаси меня»                                     |
| 2013 | «Джокер»                                         |
| 2013 | «Спящая красавица» (с Зарой)                     |
| 2013 | «Озноб души»                                     |
| 2015 | «Понимаю, ты устала»                             |
| 2015 | «Сон где мы вдвоём»                              |
| 2016 | «Любовь — Наркоз» (с Джиганом)                   |
| 2016 | «Белая река»                                     |
| 2016 | «Ты всё»                                         |
| 2016 | «Там, за горизонтом»                             |
| 2019 | «Наши дети» (с Сергеем Жуковым)                  |
| 2019 | «Этот долгий день»                               |
| 2019 | «Давай разлуке запретим» (с Тамарой Гвердцители) |
| 2020 | «Возьми мою руку» (с Artik & Asti)               |

### Переиздания
- 2008 — «Свеча»
- 2008 — «Посвящение»
- 2008 — «Позывные на любовь»
- 2008 — «К тебе иду»

### DVD
- 2007 — «Всё для тебя»
- 2008 — «Небеса»
- 2008 — «Любимые песни»
- 2009 — «Жизнь-река»

### Участие в фестивале «Песня года»
| Год  | Финал                                                     |
| ---- | --------------------------------------------------------- |
| 2009 | «Между небом и землёй»                                    |
| 2010 | «Королева вдохновения» «Отпусти» (дуэт с Таисией Повалий) |
| 2011 | «Только ты»                                               |
| 2012 | «Джокер»                                                  |
| 2013 | «Озноб души» «Спящая красавица» (дуэт с Зарой)            |
| 2014 | «Под прицелом объективов»                                 |
| 2015 | «Понимаю, ты устала»                                      |
| 2016 | «Сон, где мы вдвоём»                                      |
| 2017 | «Нас обрекла любовь на счастье»                           |
| 2019 | «Этот долгий день»                                        |

### Участие в фестивале «Эх разгуляй!»
| Год  | Финал                                        |
| ---- | -------------------------------------------- |
| 2005 | «Без тебя»                                   |
| 2006 | «Всё для тебя» «Знай об этом» «Ну вот и всё» |
| 2007 | «Ты» «Париж, Париж» «Летим по небу»          |
| 2008 | «Мир без тебя» «Я верю в тебя»               |
| 2009 | «Где ты» «Родная»                            |
| 2010 | «Холодно» «А может быть, тебя оставлю я»     |
| 2011 | «Спаси меня» «Только ты»                     |
| 2012 | «Не обижай любовь» «Джокер»                  |
| 2013 | «Спящая красавица» (с Зарой) «Ты одна»       |
| 2014 | «Там» «Золотое сердце»                       |
| 2015 | «Сон, где мы вдвоём» «Любовь запретная»      |
| 2016 | «Белая Река» «Девочка — Лето» «Ты всё»       |

### Участие в концерте «ЗвёздыДорожного радио»
| Год  | Песня                                                                        |
| ---- | ---------------------------------------------------------------------------- |
| 2015 | «Золотое Сердце» «Сон, где мы вдвоём» «Под прицелом Объективов» «Там»        |
| 2016 | «Я столько, не выпью» «Ты всё» «Там, за горизонтом» «Поделим» (дуэт с Зарой) |
| 2017 | «Журавли летят в Китай» «Там, за горизонтом» «Если завтра будет солнце»      |
| 2019 | «Если завтра будет солнце» «Я в твоей голове» «Мы бежим от себя»             |

### Участие в «Голубом Огоньке»
| Год  | Песня                                              |
| ---- | -------------------------------------------------- |
| 2012 | «Я ждал»                                           |
| 2013 | «Оставь» «Ты одна»                                 |
| 2014 | «Ты одна» (с Надеждой Бабкиной) «Посланница Небес» |
| 2015 | «На острие Судьбы» «Всё для тебя» (с Сопрано)      |
| 2016 | «Там, за горизонтом» «Поделим Небо» (с Зарой)      |

### Участие в программе «Субботний вечер»
| Год  | Песня |
| ---- | --- |
| 2014 | «Там» «На острие судьбы» «Посланница Небес» «Я буду с тобой» «Ты навсегда моя» «Озноб Души» «Золотое Сердце»                   |
| 2016 | «Я украду, все звезды для тебя» «Девочка — Лето» «Танцует Осень» («Осенний Стриптиз») «Белая Река» «Если завтра, будет солнце» |

#### Известные песни по годам
| Год  | Песня |
| ---- | --- |
| 1997 | «Тёмные глаза» «Свеча» |
| 2004 | «Всё для тебя» «Мама» «Без тебя» «Париж, Париж» «Берега Мечты» «Ну вот и всё» «Половинка» «Позывные на любовь» |
| 2006 | «Прости» «Жди» «Дайте мне» |
| 2007 | «Летим по небу» (с Зарой) «Лондон» «Ночь» «Ты» «На крыльях любви» «Нежданная Любовь» «Небеса» «Мы всё» |
| 2008 | «Мир без тебя» «Героям России» «Жизнь — река» «Ушла» |
| 2010 | «Живой» «Лети, душа» «Отпусти» (с Таисией Повалий) «Королева Вдохновения» «Между небом и землей» «Родная» «Холодно» |
| 2011 | «Только Ты» «Если бы не ты» «Спаси Меня» «А может быть» «Женщина — Вамп» «Просто Любить» |
| 2012 | «Я ждал» |
| 2013 | «Где — то там» «Свет Звезды» «Не обижай Любовь» «Спящая Красавица» (с Зарой) «Ты одна» |
| 2014 | «Озноб Души» «Ты навсегда Моя» «Там» «Под прицелом Объективов» «Посланница Небес» «Страдая, падая, взлетая» «Золотое Сердце» «Берега» (с Эмином)                                                                         |
| 2015 | «Сон, где мы вдвоём» |
| 2016 | «Девочка — Лето» «Если, завтра будет солнце» «Я столько, не выпью» «Белая Река» «Ты всё» «Там, за горизонтом» «Белым Снегом» «Поделим Небо» (с Зарой) «Самый твой лучший день» «Прожигаю» «Любовь — Наркоз» (с Джиганом) |

## Концертные программы
- 2006 — Концерт, «Всё для тебя» (Большой сольный концерт Стаса Михайлова).
- 2007 — Концерт, «Небеса» (Сольный концерт Стаса Михайлова в Государственном Кремлёвском дворце, который состоялся 13 апреля 2007 года, на этом концерте Стас представил альбом — «Небеса»).
- 2009 — Концерт, «Жизнь — река» (Сольный концерт Стаса Михайлова в Государственном Кремлёвском дворце, который состоялся в марте 2009 года, на этом концерте Стас представил альбом — «Жизнь — река»).
- 2010 — Концерт, «Живой» (Сольный концерт Стаса Михайлова в Государственном Кремлёвском дворце, который состоялся 25 марта 2010 года, на этом концерте Стас представил альбом — «Живой»).
- 2011 — Концерт, «Только ты» (Сольный концерт Стаса Михайлова в Государственном Кремлёвском дворце, который состоялся 8 мая 2011 года, на этом концерте Стас представил альбом — «Только ты»).
- 2012 — Концерт, «Я открою своё сердце» (Сольный концерт Стаса Михайлова в Государственном Кремлёвском Дворце, который состоялся в 2012 году, на этом концерте Стас представил альбом — «Я открою своё сердце»).
- 2013 — Концерт, «Джокер» (Сольный концерт Стаса Михайлова в Государственном Кремлёвском дворце, который состоялся в 2013 году, на этом концерте Стас представил альбом — «Джокер»).
- 2014 — Юбилейный концерт «20 лет в пути» (Юбилейный концерт Стаса Михайлова в Государственном Кремлёвском дворце, который состоялся в 2014 году, на этом концерте Стас исполнял свои хиты со звёздами российской эстрады); поздравить и принять участие в новом концерте Стаса Михайлова пришли: И. Кобзон, В. Дробыш, М. Олейников, «Челси», А. Лорак, Н. Королёва, Т. Кароль, О. Газманов, С. Павлиашвили, А. Глызин, Н. Бабкина и театр «Русская песня», Т. Повалий А. Буйнов, Штар, А. Спиридонова, группы «Enbe Orkestrasi» и «Песняры», В. Винокур и Л. Лещенко.
- 2014 — Концерт, «1000 шагов» (Сольный концерт Стаса Михайлова в Государственном Кремлёвском дворце, который состоялся 31 октября и 2 ноября 2014 года, на этом концерте Стас представил альбом — «1000 шагов»).
- 2015 — Концерт, «Народный корпоратив — 1» (Сольный концерт Стаса Михайлова в спортивном комплексе «Олимпийский», который состоялся 19 декабря 2015 года.
- 2016 — Концерт, «Народный корпоратив — 2» (Сольный концерт Стаса Михайлова в ледовом дворце (Санкт-Петербург), который состоялся 10 декабря 2016 года, на концерте было представлено 3 новых клипа, и представлены 4 новые песни.
- 2016 — Концерт, «Народный корпоратив — 2» (Сольный концерт Стаса Михайлова в спортивном комплексе «Олимпийский» (Москва), который состоялся 17 декабря 2016 года, на концерте было представлено 3 новых клипа, и представлены 6 новых песен. Песню «Поделим Небо», Стас Михайлов исполнил в дуэте с Зарой. Также на этом концерте разыграли новый автомобиль и Стас подарил новогоднюю атмосферу своим поклонникам и поклонницам в виде новогодних подарков, который получил каждый, кто пришёл на концерт Стаса Михайлова. Концерт снимал «Первый канал» и прошёл в два отделения.

### Использование песен Стаса Михайлова в фильмах и сериалах
- 2015 — «Последний Янычар» (телесериал) («Любовь Запретная»)
- 2016 — «Вышибала» (телесериал) («Там, где тебя нет»)
- 2017 — «Последний богатырь» (фильм) («Всё для тебя»)
- 2021 — «Последний богатырь: Корень зла» (фильм) («Всё для тебя»)

## Награды
[[Файл:Stas Mihaylov and Vladimir Putin.jpg|мини|300px|{{center|Награждение орденом «За заслуги в культуре и искусстве», 30 мая 2024 года]]
Государственные награды:
- Заслуженный артист Российской Федерации (29 декабря 2010) — за заслуги в области искусства[12]
- Народный артист Российской Федерации (1 апреля 2022) — за большие заслуги в развитии эстрадного искусства[1]
- Орден «За заслуги в культуре и искусстве» (27 апреля 2024) — за большой вклад в развитие отечественной культуры и искусства, многолетнюю творческую деятельность[44][45]

Другие награды:
- Благодарность президента Российской Федерации (2019)[46]
- Заслуженный артист Кабардино-Балкарской Республики (2019)[источник не указан 1344 дня]
- Народный артист Карачаево-Черкесской республики (2021)[47]

Музыкальные премии:
«Шансон года»
- 2006 — за песню «Ну вот и всё»
- 2007 — за песню «Мама»
- 2008 — за песни «Мы все» и «По тонкому льду»
- 2009 — за песни «Странник» и «Детство»
- 2010 — за песни «Королева вдохновения» и «Отпусти» (дуэт с Таисией Повалий)
- 2011 — за песни «Только ты» и «А может быть»
- 2012 — за песни «Женщина — вамп» и «Я ждал»
- 2013 — за песни «Где — то там» и «Ты одна»
- 2014 — за песни «Ты навсегда моя» и «Посланница небес»
- 2015 — за песни «Страдая, падая, взлетая» и «Любовь запретная»
- 2016 — за песни «Мальчик — задира» и «Если завтра, будет солнце»
- 2017 — за песни «Понимаю, ты устала» и «Там за горизонтом»
- 2018 — за песни «Нас обрекла любовь на счастье» и «Перепутаю даты»
- 2019 — за песни «Этот долгий день» и «Давай разлуке запретим» (дуэт с Тамарой Гвердцители)
- 2020/21 — за песни «Всё для тебя» и «Я буду очень тебя беречь»

«Золотой граммофон»
- 2009 — за песню «Между небом и землёй»
- 2010 — за дуэтную песню «Отпусти» (дуэт с Таисией Повалий)
- 2011 — за песню «Только ты»
- 2012 — за песню «Я ждал»
- 2013 — за песню «Свет звезды»
- 2014 — за песню «Под прицелом объективов»
- 2015 — за песню «Под прицелом»
- 2016 — за песни «Ты всё» и «Любовь — наркоз» (дуэт с Джиганом)
- 2017 — за дуэтную песню «Не зови, не слышу» (дуэт с Еленой Север)

«Премия RU.TV»
- 2014 — в номинации «Артист года»
- 2017 — в номинации «Лучший певец»[48]

«MusicBox»
- 2015 — за песню «Там»
- 2017 — в номинации «Певец года»

Прочие
- 2010 — премия «20 лучших песен» — за дуэтную песню «Отпусти» (дуэт с Таисией Повалий)
- 2011 — премия «Ташир» — за песню «Всё для тебя»
- 2013 — премия врачам России «Призвание» — за песню «Свет звезды»
- 2015 — премия «Звёзды Дорожного радио» — за песни «Там», «Золотое сердце», «Под прицелом» и «Сон, где мы вдвоём»
- 2016 — премия «Звёзды Дорожного радио» — за песню «Поделим» (дуэтом с Зарой)
- 2017 — премия «Звёзды Дорожного радио» — за песню «Журавли летят в Китай»
- 2019 — премия «Звёзды Дорожного радио» — за песню «Мы бежим от себя»
- 2019 — «премия Муз-ТВ» в номинации «Лучший исполнитель десятилетия»
- 2019 — премия «Виктория» в номинации «Городской романс» — за песню «Давай разлуке запретим» (дуэт с Тамарой Гвердцители)[49]

## Факты
- Автор текста песен «Крик души моей» и «Только с тобой», которые исполняют певица Слава и Стас Пьеха. Автор песни «Уходи», которую подарил на день рождения певице Таисии Повалий[50] и «Тебе, любимая», которую подарил Александру Солодухе[51].
- По итогам 2012 года Михайлов занял первое место по запросам в поисковике «Яндекс»[52].
- По версии журнала «Форбс», в 2016 году заработал 2 млн $ — 21-е место, в 2015 году заработал 3,6 млн $ — 14-е место, в 2014 году заработал 6 млн $ — 11-е место, в 2013 году заработал 9,8 млн $ — 6-е место, в 2012 году заработал 21 млн $ — 1-е место, в 2011 году заработал 20 млн $ — 1-е место среди российских знаменитостей[53].